# TextWrangler
TextWrangler è un editor di testo per macOS sviluppato da Bare Bones Software. Originariamente era un prodotto destinato alla vendita, ma a partire dalla versione 2.0 è stato rilasciato gratuitamente.
Come BBEdit, TextWrangler non è un word processor, e dunque manca delle opzioni di formattazione e di stile; è limitato all'editing e alla manipolazione di testo semplice: ma, se questo limita il suo uso per il desktop publishing, permette una di gran lunga maggiore capacità e flessibilità nel trattamento del testo semplice.
TextWrangler ha caratteristiche comuni alla maggior parte degli editor di testo, come l'evidenziazione della sintassi per vari linguaggi di programmazione, una funzione di sostituzione (che include anche le regex), il controllo ortografico, il confronto tra file. Ma TextWrangler include anche il supporto completo per lo scripting tramite AppleScript, Python, Perl, gli Shell script e per Text Factories (linguaggio nativo di BBEdit). I programmi scritti in Python, Perl e shell script possono essere eseguiti direttamente all'interno del programma (con anche la funzione di debug).
Come alcuni altri editor per Mac, TextWrangler può aprire e salvare file in varie codifiche di caratteri, tra cui Unicode (in vari formati), ASCII, Latin-1 e Latin-9.
TextWrangler è stato progettato per essere usato soprattutto da programmatori (dilettanti ma anche professionisti) e web designer (anche se le funzionalità complete di editor HTML sono presenti soltanto in BBEdit, a pagamento).